# Fiodor Alekseïevitch Golovine
Pour les articles homonymes, voir Golovnine.
Le comte Fiodor Alexeïevitch Golovnine ou Fédor Golovine (en russe : Фёдор Алексеевич Головин), né en 1650 et décédé le 30 juillet (10 août) 1706, est un diplomate et homme politique russe.
Il fut chef du prikaze des ambassadeurs, général-amiral (1699), feld-maréchal (1700) et le premier chevalier de l'ordre de Saint-André (10 mars 1699).

## Carrière diplomatique
Issu de la famille des Khovrine-Golovine, il était le fils du boïard Alexis Pétrovitch Golovine (1618-1690).
Sous la régence de Sophie, il reçut pour mission la défense de la nouvelle forteresse d'Albazine située sur les bords du fleuve Amour, forteresse exposée aux attaques des Chinois. Le 27 août 1689, il conclut avec l'Empire Qing le traité de Nertchinsk par lequel les Russes abandonnaient la forteresse d'Albazine (qui fut ensuite détruite), les deux rives du fleuve Amour et rétrocédaient à la Chine Gorbitsa, mais établissait des relations commerciales avec l'Empire Qing. À son retour, il reçut le titre de gouverneur de Sibérie.
Nommé commissaire général à la guerre, il participa à l'organisation de la seconde campagne d'Azov et commanda l'avant-garde pendant cette opération.
Dans la Grande Ambassade de Pierre Ier en Europe, Golovine occupa la seconde place, immédiatement après le grand amiral François Lefort (1656-1699). Le tsar lui confia la tâche d'enrôler des marins étrangers et de prendre toutes les mesures nécessaires pour la construction et l'équipement d'une flotte. Au retour, il reçut la direction du nouveau prikaze de la marine militaire.

## Chef du prikaze des ambassadeurs
Après le décès de Lefort (2 mars 1699), Golovine fut fait amiral-général. Lorsque le tsar fonda l'Ordre de Saint-André en 1699, le premier à en recevoir le grand cordon bleu pâle fut Golovine. Placé à la tête des Affaires étrangères, il prit le titre de chancelier et était désigné par les observateurs étrangers comme le premier ministre de Pierre le Grand. Le 19 (30) août 1700, il fut élevé à la dignité de feld-maréchal. Le 5 (16) novembre 1701, l'empereur germanique Léopold Ier lui conféra le titre de comte du Saint-Empire, qu'il reçut l'autorisation de porter en Russie l'année suivante.
La première réussite diplomatique du comte intervint après la signature du traité de Karlowitz le 25 janvier 1699. Ce traité mettait un terme au conflit qui opposait l'Empire ottoman à la Sainte Ligue et à la coalition comprenant plusieurs puissances européennes (Autriche, Pologne, République de Venise et Russie). Le 13 juin 1700, la Russie signa un nouveau traité à Constantinople avec les Ottomans : la paix était instaurée pour trente ans et l'Empire ottoman cédait à la Russie le district d'Azov et une bande de terre s'étendant de ce lieu au Kouban.
En 1703, en tant que premier chevalier de l'ordre de Saint-André, Golovine remit à Pierre Ier et à Menchikov le cordon de l'ordre.
Sa mort fut une perte irréparable pour Pierre le Grand. À la fin d'une dépêche annonçant la mort du chancelier, le tsar signa : "Pierre rempli de tristesse".

## Distinction
- Ordre de Saint-André